# Persea jenmanii
Persea jenmanii är en lagerväxtart som beskrevs av Carl Christian Mez. Persea jenmanii ingår i släktet avokador, och familjen lagerväxter. Inga underarter finns listade i Catalogue of Life.